# تایلرزبورگ (پنسیلوانیا)
تایلرزبورگ، پنسیلوانیا (به انگلیسی: Tylersburg, Pennsylvania) یک منطقهٔ مسکونی در ایالات متحده آمریکا است که در شهرستان کلریان، پنسیلوانیا واقع شده‌است.

## خصوصیات
تایلرزبورگ ۱۹۶ نفر جمعیت دارد و ۴۷۷٫۹۳ متر بالاتر از سطح دریا واقع شده‌است.